# Terre di Offida
Terre di Offida DOC sind italienische Süß- und Schaumweine aus den Gemeinden um den Ort Offida in der Provinz Ascoli Piceno und der Provinz Fermo, die seit 2001 eine kontrollierte Herkunftsbezeichnung („Denominazione di origine controllata“ – DOC) besitzt, die zuletzt am 7. März 2014 aktualisiert wurde.

## Erzeugung
Der Terre di Offida Passerina wird in den Typen Passito, Vino Santo und Spumante (Schaumwein) erzeugt. Dafür müssen mindestens 85 % der Rebsorte Passerina verwendet werden. Höchstens 15 % andere weiße Rebsorten, die für den Anbau in der Region Marken zugelassen sind, dürfen – einzeln oder gemeinsam – zugesetzt werden.

## Anbau
Die Zone umfasst folgende Gemeinden in den Provinzen Ascoli Piceno und Fermo: Acquaviva Picena, Appignano del Tronto, Casteldilama, Castorano, Castignano, Cossignano, Montefiore dell’Aso, Offida, Ripatransone sowie Teile der Gemeinden von Ascoli Piceno, Colli del Tronto, Campofilone, Carassai, Cupramarittima, Grottammare, Montalto Marche, Massignano, Monsampolo del Tronto, Montedinove, Monteprandone, Pedaso, Petritoli, Rotella, San Benedetto del Tronto und Spinetoli.

## Beschreibung
Laut Denomination:

### Terre di Offida Passerina Spumante
- Perlage: fein und anhaltend
- Farbe: strohgelb
- Geruch: angenehm. Leicht fruchtig
- Geschmack: von sehr trocken bis lieblich, typisch, charakteristisch, angenehm säuerlich
- Alkoholgehalt: 11,5 Vol.-%
- Säuregehalt: 5,0 g/l
- Trockenextrakt: mind. 16,0 g/l

### Terre di Offida Passerina Passito
- Farbe: mehr oder weniger intensiv gelb-bräunlich
- Geruch: charakteristisch, ätherisch, intensiv
- Geschmack: von trocken bis lieblich, harmonisch, samtig
- Alkoholgehalt: 13,0 Vol.-%, mit einem Rest von mindestens 2,5 % potentiellem Alkoholgehalt
- Säuregehalt: 4,5 g/l
- Trockenextrakt: mind. 25,0 g/l

### Terre di Offida Passerina Vino Santo
- Farbe: von goldgelb bis bräunlich-gelb, mehr oder weniger intensiv
- Geruch: charakteristisch gereift, ätherisch, intensiv
- Geschmack: von trocken bis lieblich, harmonisch, samtig
- Alkoholgehalt: 13,0 Vol.-%, mit einem Rest von mindestens 2,5 % potentiellem Alkoholgehalt
- Säuregehalt: 4,5 g/l
- Trockenextrakt: mind. 25,0 g/l